# Circuito de Tênis Feminino de 1972
O Circuito de Tênis Feminino de 1972 consistiu do segundo Virginia Slims Circuit anual, uma turnê de torneios de tênis para tenistas femininas, patrocinada pelos cigarros Virginia Slims e pelo "Commercial Union Assurance Grand Prix".

 Evonne Goolagong ganhou 12 títulos na temporada.

## Títulos por país
| Legenda                     |
| --------------------------- |
| Torneios Grand Slam         |
| Eventos Virginia Slims      |
| Circuito Virginia Slims     |
| Commercial Union Grand Prix |
| Outros eventos              |
| Eventos por equipe          |

| Total | País                 | S | D | DM | S | S  | D  | S  | D  | DM |
| ----- | -------------------- | - | - | -- | - | -- | -- | -- | -- | -- |
| 35    | Estados Unidos (USA) | 3 | 2 | 1  | 1 | 15 | 13 | 19 | 15 | 1  |
| 14    | Austrália (AUS)      | 0 | 1 | 2  | 0 | 3  | 8  | 3  | 9  | 2  |
| 6     | Grã-Bretanha (GBR)   | 1 | 0 | 0  | 0 | 1  | 4  | 2  | 4  | 0  |
| 4     | França (FRA)         | 0 | 1 | 0  | 0 | 0  | 3  | 0  | 4  | 0  |
| 3     | Países Baixos (NED)  | 0 | 3 | 0  | 0 | 0  | 0  | 0  | 3  | 0  |
| 1     | Checoslováquia (TCH) | 0 | 0 | 0  | 0 | 1  | 0  | 1  | 0  | 0  |